# SLM FAMAE
El SLM FAMAE (siglas de Sistema de Lanzamiento Múltiple) o llamado simplemente SLM, es un sistema de lanzacohetes múltiple o LM montado sobre un camión MAN 6×6 con capacidad de lanzar cohetes de 160 mm y 306 mm. Fue desarrollado por Fábricas y Maestranzas del Ejército de Chile (FAMAE) y diseñado para reemplazar al Cohete Rayo que fue utilizado como base y estudio para el desarrollo del SLM Famae, el Cohete Rayo esta en servicio en Chile desde el año 1989.

## Historia
El proyecto SLM se puso en marcha el año 2011 para terminar con su desarrollo y posterior producción el año 2014 , Desarrollado inicialmente en colaboración con Industrias Militares de Israel (IMI) y la empresa Chilena Desarrollos de Automatización (DESA), la plataforma SLM  consiste en un camión MAN con tracción a las seis ruedas y una unidad de lanzamiento adaptable instalada en la parte superior, que incorpora el sistema de control de fuego desarrollado por Nekulpan DESA. Para el desarrollo del SLM se utilizaron como ejemplo dos armas de IMI, el cohete de artillería de 160 mm Accular de alta precisión, que lleva una carga explosiva de 35kg, tienen un margen de error de 10 metros, mucho menos que los 18.7 metros del cohete del rayo, además posee misiles guiados de alcance extendido de 306 mm, con una carga explosiva de 120 kilogramos, tiene un alcance máximo de 150 kilómetros y un margen de error de 1,4 metros. El sistema fue presentado en la feria del Aire y Espacio FIDAE 2014 junto a otras creaciones de FAMAE. Unas de las características principales expuestas en esta feria sobre este sistema fue que se necesitaba crear un sistema con mayor rapidez y eficacia para lograr soluciones de tiro de menor tiempo y efectuar el primer disparo con el mayor alcance posible.

### Armas similares
- LAR-160
- / LAROM
- / TAM VCLC
- CP-30
- Astros II
- Cohete Rayo
- HIMARS
 MLRS
- / RM-70
- / WR-40 Langusta
- Lanzacohetes múltiple "Teruel"
- / BM-21 Grad
 / BM-30
- / Katyusha
- TOS-1
- // M-63 Plamen
// M-77 Oganj
 // M-87 Orkan